# پوکروفکا (شهرستان تویمازینسکی، باشقیرستان)
پوکروفکا (انگلیسی: Pokrovka, Tuymazinsky District, Republic of Bashkortostan) یک شهرک در شهرستان تویمازینسکی استان باشقیرستان کشور روسیه است.